# Зчіпний дишель

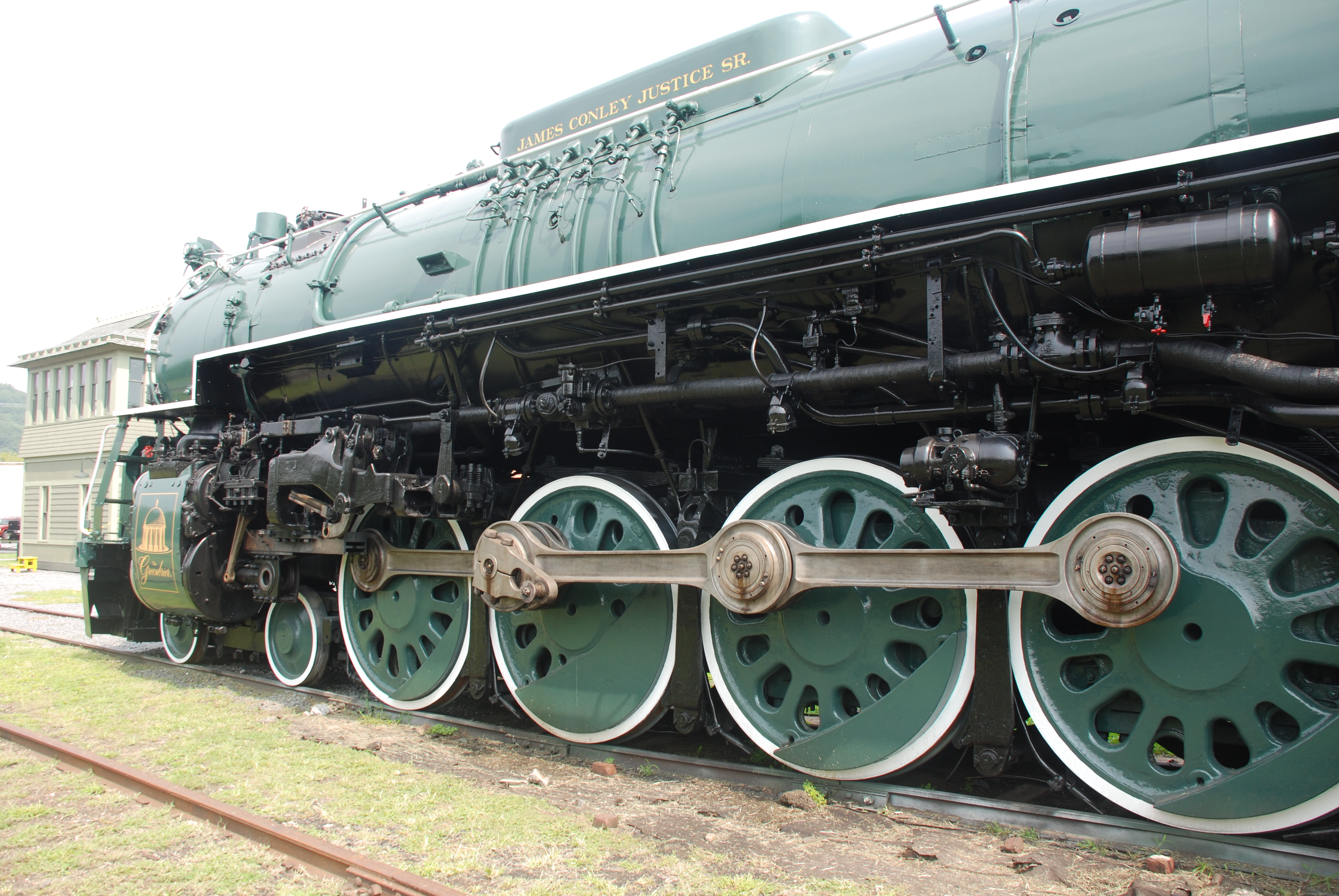
Зчіпний дишель локомотива Chesapeake and Ohio 614 у музеї в Кліфтон-Форджі, штат Вірджинія

Зчіпний дишель (у 1920-х роках пропонувався термін злучний гонок) — елемент конструкції паровоза, спеціальний шатун («дишель»), що з'єднує між собою пальці кривошипів двох суміжних рушійних колісних пар. Зчіпний дишель, що з'єднує пальці кривошипів з віссю ведучої пари, називається центровим. Зчіпні дишлі виготовлялися зі сталі марки Ст. 5 і мали прямокутний або двотавровий переріз.
Уперше зчіпні дишлі були використані на паровозі Locomotion № 1, замість застосовуваних доти ланцюгових передач. У 1930-х були розроблені надійні дишлі на роликовальницях.

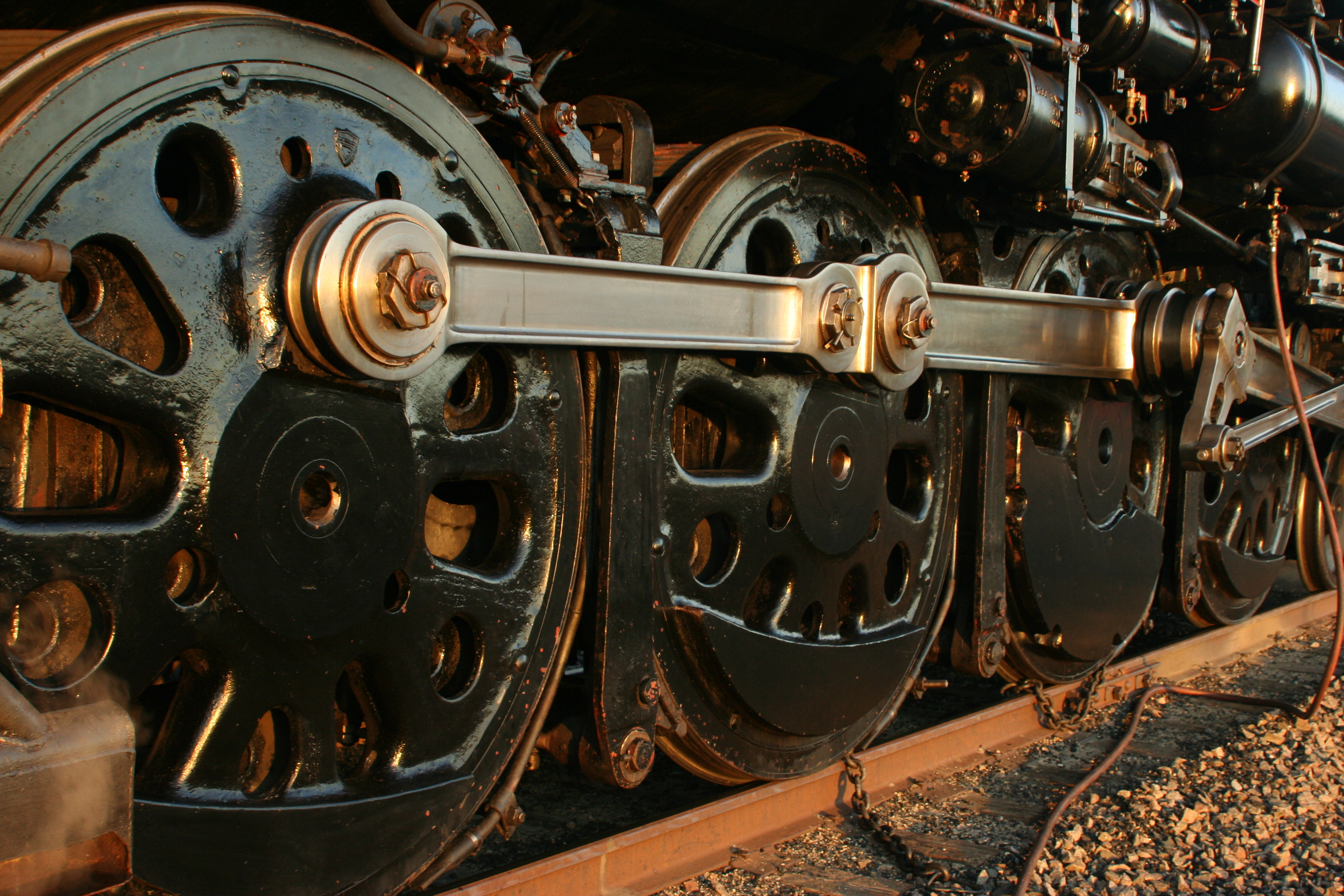
Кріплення дишля до пальців кривошипів за допомогою додаткових шарнірів на паровозі з колісною формулою 4-8-4.

Через використовування підвіски (без неї нерівності колії могли б пошкодити як рухомий склад, так і рейки) рушійні колеса переміщаються у вертикальній площині приблизно на 2,5 см. При наявності лише 2 рушійних колісних пар різний ступінь їхнього підйому/опускання практично не справляє навантаження на пальці кривошипів. При більшій кількості рушійних пар цей вплив вже не можна нехтувати, тому необхідно забезпечити незалежний вертикальний рух кожної пари, щоб уникнути згинання дишлів. Цього можна добитися кріпленням дишля до кривошипів або на сам палець (аналогічно штирю дверної завіси), або через додатковий шарнір, прикріплений до пальця. Іншим варіантом є застосування шотландського механізму. Цей спосіб узвичаївся тоді, коли зчіпні дишлі стали використовуватися для з'єднання проміжного вала з 2 і більше рушійними колісними парами на електровозах (наприклад, на швейцарському «Крокодилі») і деяких ранніх тепловозах.